# Vosmaeropsis
Vosmaeropsis is een geslacht van kalksponzen, in 1893 beschreven door Arthur Dendy.
De typesoort is Heteropia macera Carter, 1886, die voor het eerst aangetroffen werd in de zee nabij Port Phillip (Australië).
De naam Vosmaeropsis verwijst naar de Nederlandse bioloog Gualtherus Carel Jacob Vosmaer die een autoriteit was op het gebied van sponzen.

## Soorten[2]
- Vosmaeropsis complanatispinifera Cavalcanti, Bastos & Lanna, 2015
- Vosmaeropsis connexiva (Poléjaeff, 1883)
- Vosmaeropsis cyathus - (Verrill,1873)  - ten noorden van Atlantische Oceaan, voor de kust van de Verenigde Staten
- Vosmaeropsis depressa - Dendy,1893 - Australië (omgeving Port Phillip)
- Vosmaeropsis gardineri - Ferrer-Hernandez,1916 - westelijke Middellandse Zee
- Vosmaeropsis grisea - Tanita,1939 - Oost-Chinese Zee
- Vosmaeropsis hispanica - Ferrer-Hernandez,1933 - Atlantische Oceaan, voor de kust van Zuid-Europa
- Vosmaeropsis hozawai - Borojevic & Klautau,2000 - Nieuw-Caledonië
- Vosmaeropsis inflata - Tanita,1942  - Zuid-Chili
- Vosmaeropsis japonica - Hozawa,1929 - Japan
- Vosmaeropsis levis - Hozawa,1940 - noordelijke Stille Oceaan voor Mexico
- Vosmaeropsis macera - (Carter,1886) - Australië (omgeving Port Phillip)
- Vosmaeropsis mackinnoni Dendy & Frederick, 1924
- Vosmaeropsis maculata Hôzawa, 1929
- Vosmaeropsis oruetai Ferrer, 1918
- Vosmaeropsis ovata Tanita, 1942
- Vosmaeropsis recruta Cavalcanti, Bastos & Lanna, 2015
- Vosmaeropsis sasakii Hôzawa, 1929
- Vosmaeropsis sericata - (Ridley,1881) - zuidelijke Atlantische Oceaan voor het noordoosten van Brazilië
- Vosmaeropsis simplex - Hôzawa,1940 - Middellandse Zee (Napels)
- Vosmaeropsis triradiata - Hôzawa,1940 - Mexico
- Vosmaeropsis wilsoni Dendy, 1892